# Guévin Tormin
Guévin Tormin (Asnières-sur-Seine, 7 marzo 1997) è un calciatore francese, attaccante del Vierzon.

## Caratteristiche tecniche
È un'ala destra.

## Carriera
Cresciuto nel settore giovanile del Monaco, nel 2017 è stato ceduto in prestito al Cercle Bruges.
Ha esordito il 6 agosto 2017 disputando l'incontro di campionato vinto 2-1 contro il Westerlo.